# Крстарица (интернет)
Крстарица је један од најпознатијих веб-порталa у Србији, настао у марту 1999. Обухвата интернет претраживач, форум, причаоницу, вести из Србије, каталог сајтова у земљи груписан по темама и разноврстан садржај.
Крстарицу посећује 2,2 милиона интернет корисника месечно.

## Историјат и раст
Крстарицу је основао Иван Петровић 1999. године, као хоби током студија информационих система. Крстарица је временом прерасла у један од најпознатијих интернет брендова у Србији.

## Сервиси
Крстарица омогућава:
- претраживање интернета,
- дискусије на Форуму, који садржи преко 34 милиона порука и на коме посетиоци имају комплетну слободу бирања тема о којима желе да размењују мисли са другима,
- интерактивне разговоре помоћу Причаонице,
- превођење са више од 50 језика на српски и обратно,
- SMS сервиси обухватају забавне и информативне сервисе за мобилни телефон, попут Упоредног хороскопа.

Форум и Причаоница су оно чему po је Крстарица најпознатија у земљи и Балкану.